# 10048 Grönbech
10048 Grönbech este un asteroid din centura principală, descoperit pe 3 octombrie 1986, de Poul Jensen.